# Cardenal anyil de Brisson
El cardenal anyil de Brisson (Cyanoloxia brissonii) és un ocell de la família dels cardinàlids (Cardinalidae).

## Hàbitat i distribució
Habita matolls, arbusts i selva pluvial en zones de muntanya de l'oest de Colòmbia, nord de Veneçuela, centre i sud-est de Bolívia, est de Paraguai, Uruguai, est i sud del Brasil i nord de l'Argentina.